# Robie House
La maison Robie (en anglais : Robie House ; en forme longue Frederick C. Robie House) est une maison historique située au 5757 South Woodlawn Avenue sur le campus de l'université de Chicago, dans le secteur de Hyde Park à Chicago, dans l'État de l'Illinois, aux États-Unis. Le bâtiment a été conçu par l'architecte Frank Lloyd Wright et construit entre 1908 et 1910 dans le style Prairie Houses. La maison Robie est considérée comme l'une des réalisations de Frank Lloyd Wright les plus notables.
La maison Robie est protégée au titre des sites liés au patrimoine historique à la fois au niveau municipal, fédéral et mondial. En 1963, elle est inscrite sur la liste des National Historic Landmarks (NHL) et en 1966 sur le prestigieux Registre national des lieux historiques (National Register of Historic Places ; NRHP) par le National Park Service. En 1971, elle est ajoutée sur la liste des Chicago Landmarks (CL) par la Commission on Chicago Landmarks de la ville de Chicago. En 2019, elle rejoint le patrimoine mondial de l'UNESCO.
En 2018, à l'occasion de la célébration du bicentenaire de l'État de l'Illinois, la Robie House a été sélectionnée comme l'un des 200 grands lieux de l'Illinois par l'American Institute of Architects (AIA).

## Description
Conçue par l'architecte Frank Lloyd Wright, la maison Robie est considérée comme le plus grand exemple du style prairie (ou Prairie Houses) : il s'agit d'une maison unifamiliale intégrée dans son environnement avec une séquence continue de fenêtres et un noyau central constitué d'une grande cheminée, autour duquel les pièces sont disposées. Revêtue de briques romaines, les lignes horizontales en sont les principaux protagonistes.
Les pans de toiture très saillants font paraître le bâtiment considérablement plus long et plus bas qu'il ne l'est en réalité, ce qui est encore renforcé par l'accent mis sur les joints d'assise et l'utilisation de tuiles romaines allongées. Cela reflète l'organisation globale de la maison Robie le long d'un axe vers l'extérieur.
L'entrée de la maison se trouve à l'arrière et mène à une sorte de sous-sol qui abrite la salle de billard, la salle pour les enfants, le garage ainsi que, outre des pièces annexes supplémentaires, le hall d'entrée. L'escalier avec la cheminée massive ajoutée, qui constitue le noyau central du bâtiment, crée la liaison avec l'étage d'habitation principal. Les chambres à coucher se trouvent à l'étage supérieur, qui se trouve en grande partie à l'arrière du bâtiment et est donc en retrait dans la vue du côté principal.
L'un des points remarquables de cette maison est la fluidité des espaces et les transitions entre les différentes parties de l'édifice, comme le montrent déjà les surfaces de couverture en saillie dans différentes zones, telles que la terrasse ou l'entrée, qui est très largement recouverte par une terrasse de l'étage d'habitation. Il convient également de mentionner des éléments tels que les grands balcons avec parapets maçonnés, les murs de jardin et les espaces verts, car ils protègent d'une part l'espace privé du public, mais offrent également toujours la possibilité d'un passage et d'une connexion vers l'extérieur. À l'intérieur, la salle de séjour et de la salle à manger se rétrécissent uniquement en raison de l'incision de la cheminée, pour s'élargir ensuite à nouveau en fonction de la vue sur la salle de séjour ou la salle à manger.

## Historique

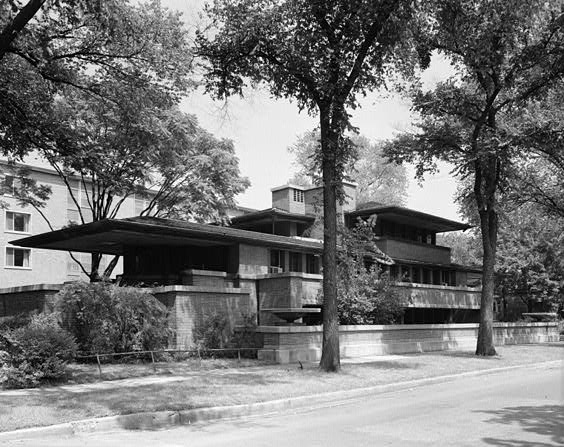
La Robie House en 1963.

L'architecte Frank Lloyd Wright a conçu la Robie House dans son studio, situé à Oak Park (juste à l'ouest de Chicago), dans les années 1908 et 1909. L'inspiration pour la conception de cette maison était la maison Ferdinand F. Tamek, située à Riverside dans l'Illinois, également conçue par Wright en 1907-1908. Au moment de la construction de la maison, Robie n'avait que 28 ans et était le directeur adjoint de l'Exclesior Supply Company, une entreprise du sud de Chicago appartenant à son père.
Bien que certains dessins de la Robie House soient datés de 1906, Wright ne peut pas avoir commencé à travailler sur la maison avant le printemps 1908, car Robie n'a pas acheté le terrain avant le mois de mai de cette année-là. Lui et sa femme, Laura Hieronymus Robie, diplômée de l'université de Chicago en 1900, ont choisi le 5757 South Woodlawn Avenue dans le secteur de Hyde Park comme site de construction afin de rester à proximité du campus et de la vie sociale de l'université.

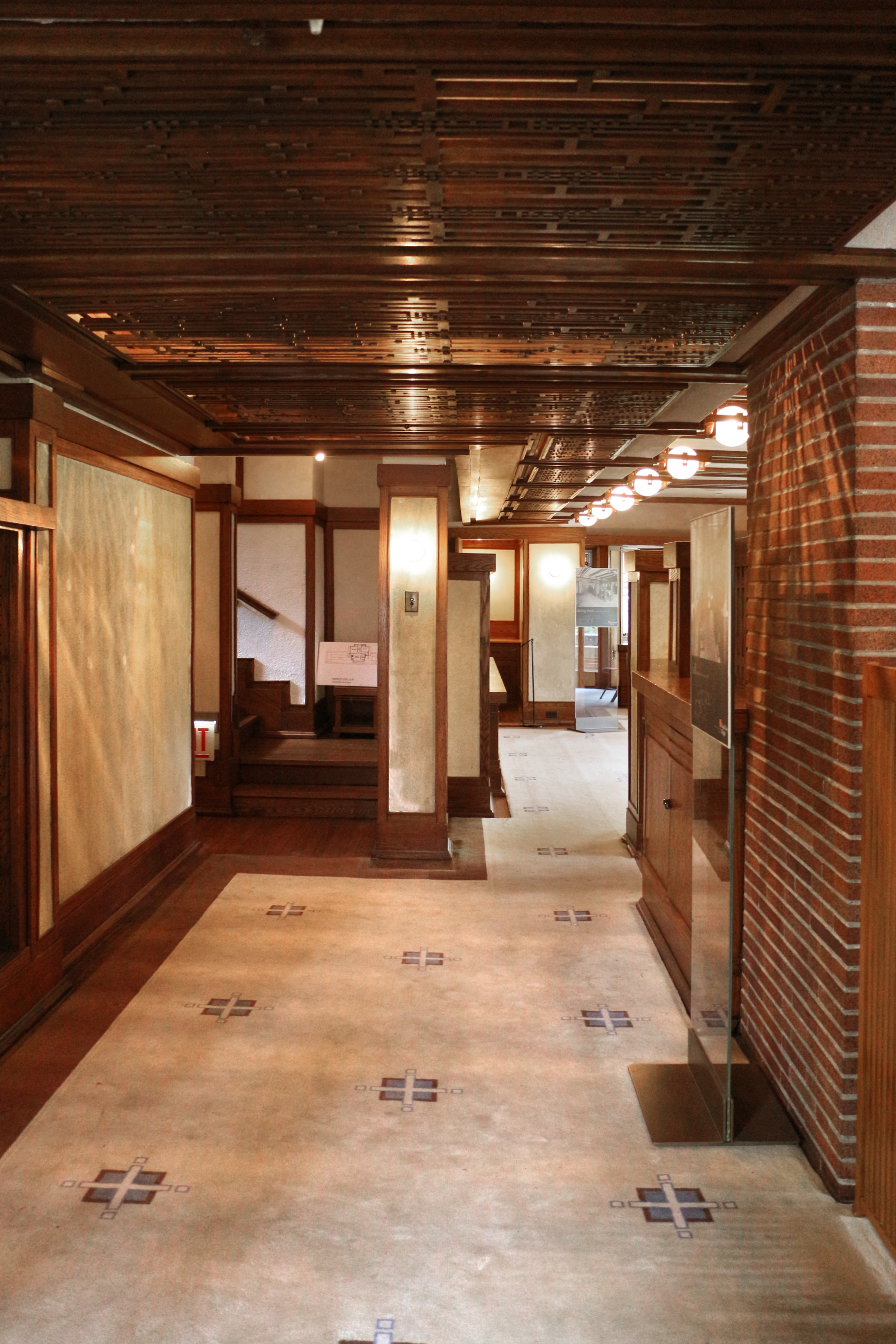
Intérieur de la maison.

L'entreprise de construction engagée pour le projet a commencé la construction le 15 avril 1909. Wright n'a supervisé la construction que pendant sa phase initiale, car il est parti en Europe à la fin de 1909 pour mener à bien la publication de son portfolio Wasmuth. Il a remis ses plans à Hermann Von Holst, qui a ensuite employé Marion Mahony Griffin, un architecte de l'ancien bureau de Wright, et George Mann Niedecken, un architecte d'intérieur de Milwaukee (Wisconsin), qui avait travaillé avec Wright sur la maison de Susan Lawrance Dana à Springfield (Illinois), la maison d'Avery Coonley à Riverside (Illinois) et la maison de Meyer May à Grand Rapids (Michigan). L'influence de Niedecken se retrouve dans certains meubles et dans les tapisseries du hall d'entrée, du salon et de la salle à manger.
La famille Robie, composée de Frederick, Laura et leurs deux enfants, Frederick Jr. et Lorraine, a emménagé dans la maison en mai 1910, bien que les finitions n'aient été achevées qu'en janvier 1911. Selon Frederick Robie, son terrain a coûté 14 000 dollars, la maison avait un budget de 35 000 dollars et les meubles 10 000 dollars. La maison est également dotée d'une salle de jeux pour les enfants.

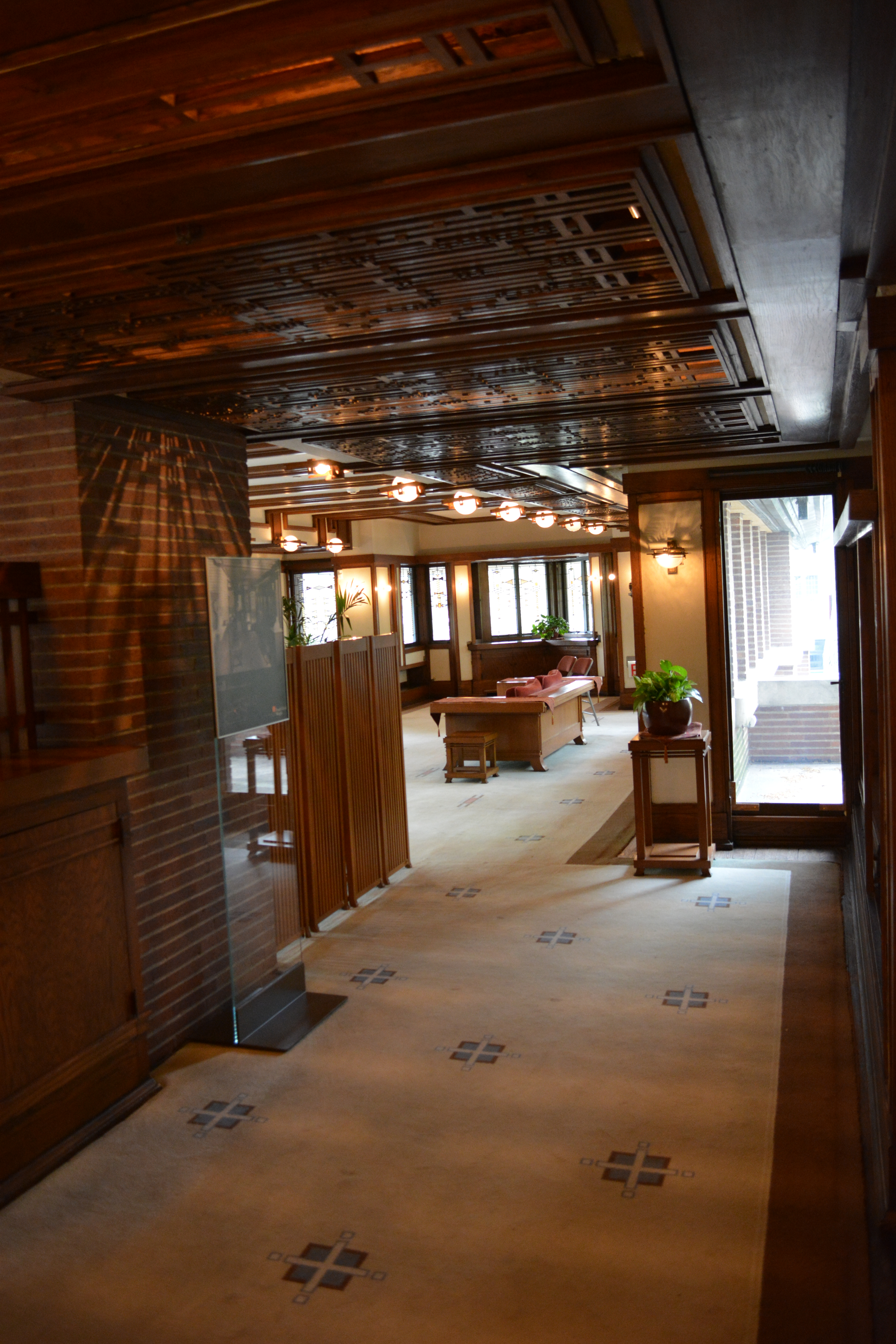
Intérieur de la maison.

Tout le monde aux États-Unis n'a pas compris l'authenticité de la maison Robie. Une tentative de démolition a été faite en 1957 pour construire une résidence pour étudiants, mais la pression des voisins et d'autres architectes l'a empêchée. La même année, Leon Despres, conseiller municipal de la 5e circonscription de la ville de Chicago, a lancé le mouvement de préservation des monuments historiques à Chicago, en adoptant la Robie House, ce qui a conduit à la création de la « City Landmarks Commission » (connue aujourd'hui comme étant la Commission on Chicago Landmarks), une branche de l'administration municipale de Chicago.
La plupart des meubles originaux font actuellement partie de la collection du Smart Museum of Art de l'université de Chicago, bien que seules la table et les chaises de la salle à manger soient exposées de façon plus ou moins permanente. L'une des pièces les plus frappantes du mobilier conçu par Wright pour la Robie House est un canapé aux accoudoirs allongés, faisant écho aux porte-à-faux du toit extérieur du bâtiment, qui créent effectivement des tables d'appoint de chaque côté du canapé (le canapé conçu par Wright est prêté depuis 1982 par le Smart Museum au Metropolitan Museum of Art de New York et fait partie de l'ameublement du salon reconstitué de la Francis W. Little House (1915) situé dans le musée.

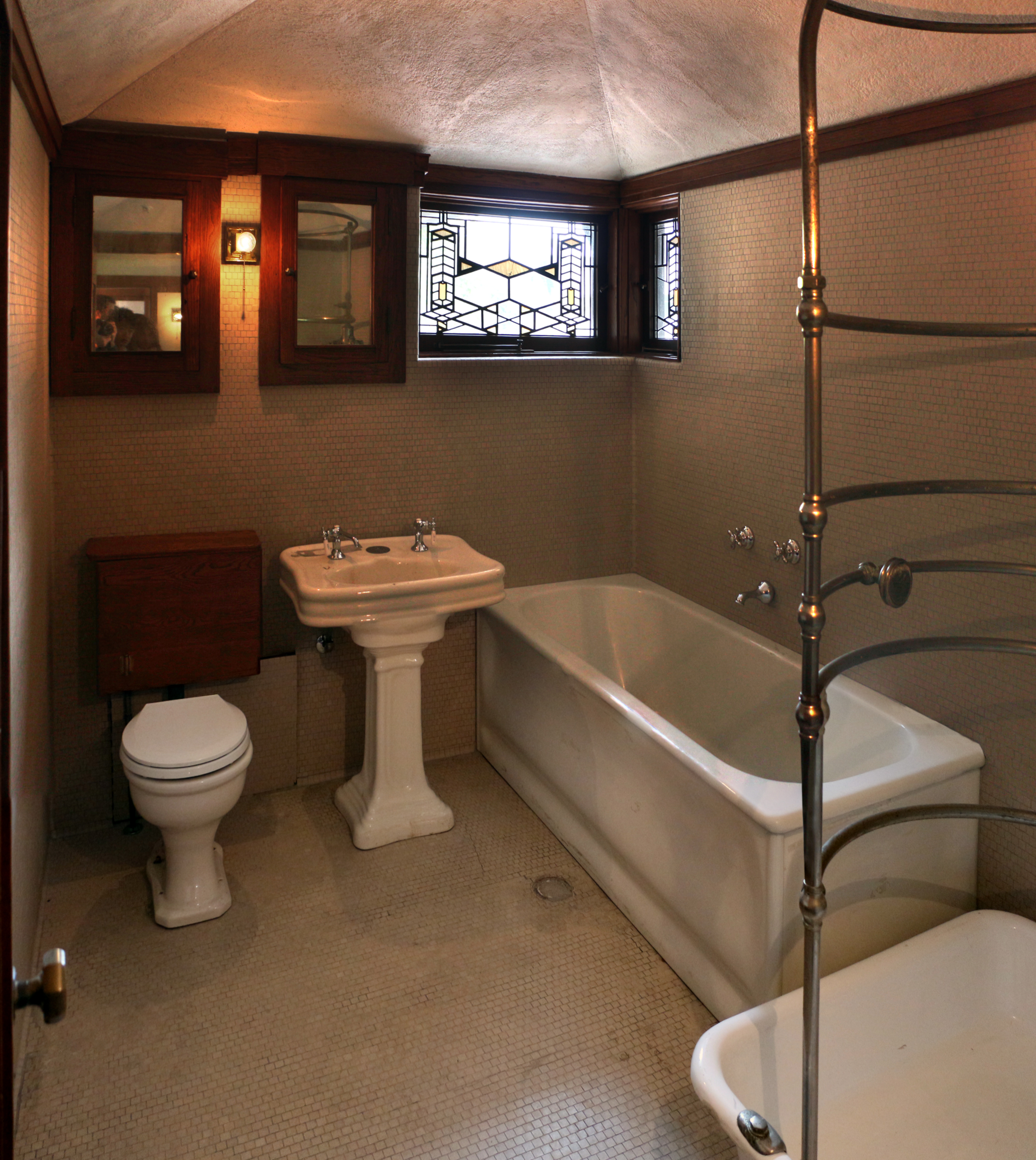
Salle de bain.

Depuis le 27 novembre 1963, la maison est classée National Historic Landmark au niveau fédéral en raison de son importance architecturale. Le 15 octobre 1966, Frederick C. Robie House est inscrite au Registre national des lieux historiques en tant que monument historique. En 1971, elle est classée Chicago Landmark par la municipalité. La Robie House et une sélection de sept autres bâtiments de Wright ont été inscrits sur la liste du patrimoine mondial sous le titre "L'architecture du XXe siècle de Frank Lloyd Wright" en juillet 2019.
En 2011, la gamme de jouets de construction Lego a publié un ensemble de modèles de 2 276 pièces de la Robie House dans le cadre de sa gamme de produits Lego Architecture (numéro d'ensemble 21010). Il s'agit du troisième bâtiment Wright à figurer dans la série. C'est également l'un des trois bâtiments de la ville de Chicago à figurer dans la série, les deux autres étant la Willis Tower (plus haut gratte-ciel du monde de 1973 à 1998) et le 875 North Michigan Avenue (ex John Hancock Center).
En 2013, la Robie House a fait l'objet d'un documentaire sur Public Broadcasting Service (PBS) et d'un livre d'accompagnement intitulé 10 bâtiments qui ont changé l'Amérique (titre original : 10 Buildings That Changed America).

## Environnement
Au moment de la construction de la Robie House en 1908, les terrains entourant le site de l'édifice étaient pour la plupart inoccupés, à l'exception des terrains situés immédiatement au nord de Woodlawn Avenue, qui étaient occupés par de grandes maisons. À l'est de l'édifice, de l'autre côté d'une allée de service municipale, une maison de style provincial français a été construite vers 1923 pour le physicien Albert A. Michelson, lauréat du prix Nobel. Les terrains situés au sud étaient vacants et offraient une vue ininterrompue sur le parc de Midway Plaisance, l'un des principaux sites de l'Exposition universelle de 1893. À l'ouest, un bloc entier de terrains vacants séparait le site du campus en pleine expansion de l'université de Chicago, mais en 1930, la chapelle Rockefeller (1928), le Chicago Theological Seminary (1928) et l'Institut oriental de Chicago (1930) avaient déjà été construits.
Directement au sud de la Robie House, de l'autre côté de la 58e rue, se trouve le Charles M. Harper Center de la Chicago Booth School of Business de l'université de Chicago. Conçu par l'architecte Rafael Viñoly et achevé en 2004, le bâtiment respecte les normes de la Robie House et contient des éléments qui font écho aux contributions de Wright et à son expression de l'architecture moderne.

## Galerie

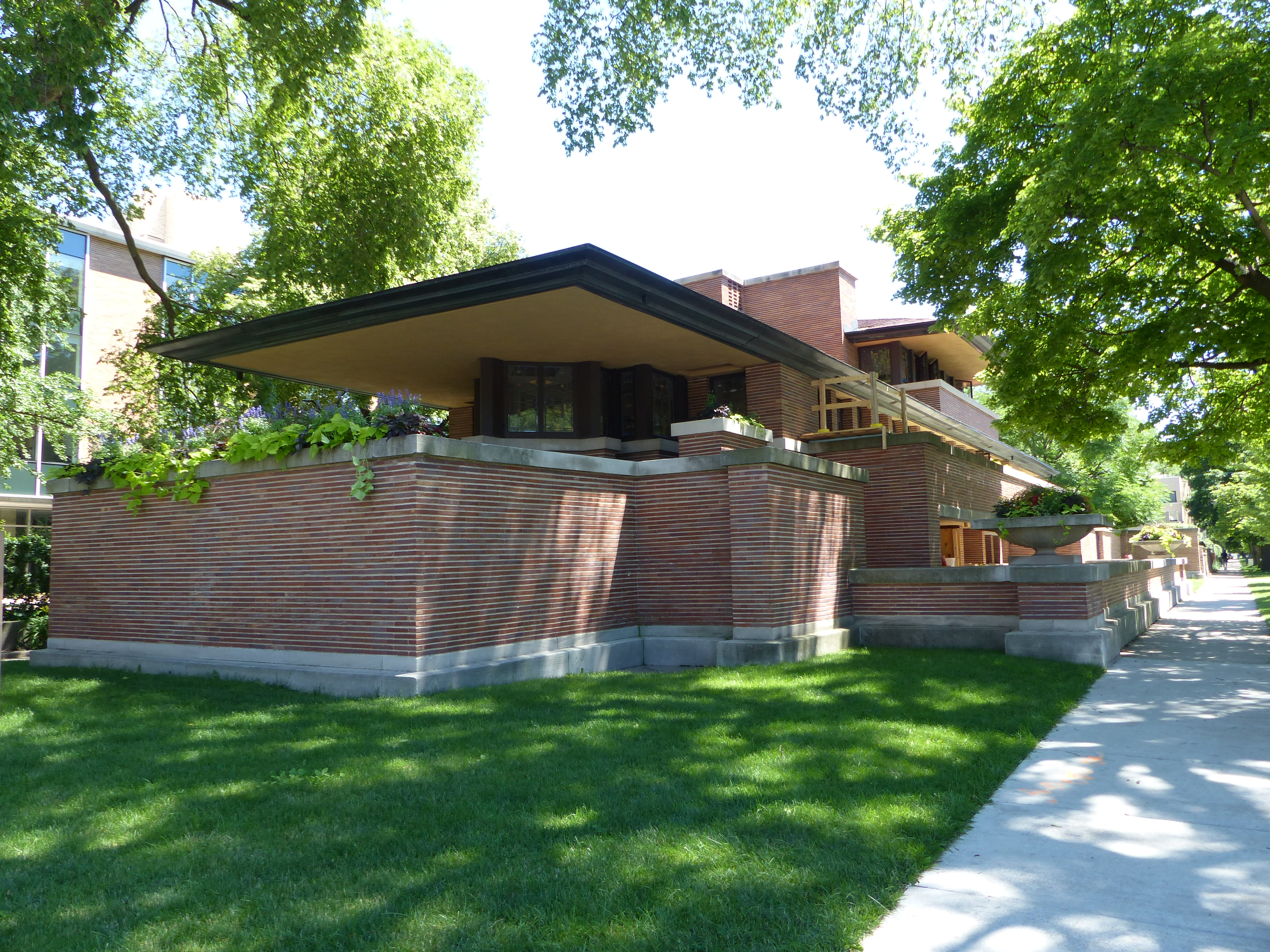
Vue de son angle sud-ouest.
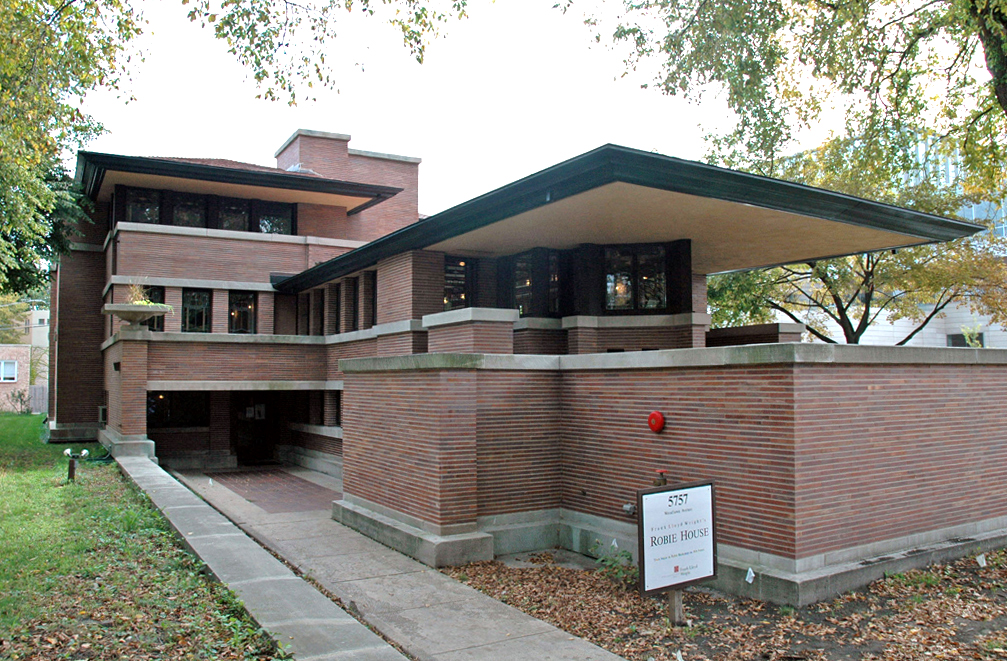
Façade arrière, entrée.
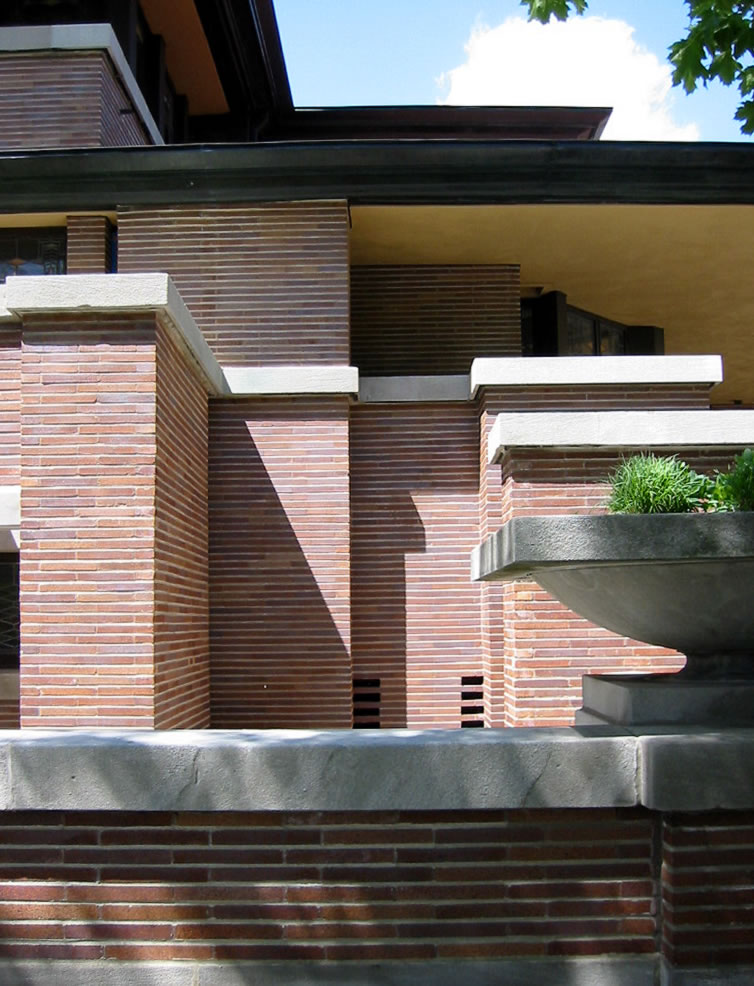
Murs échelonnés verticalement et horizontalement.
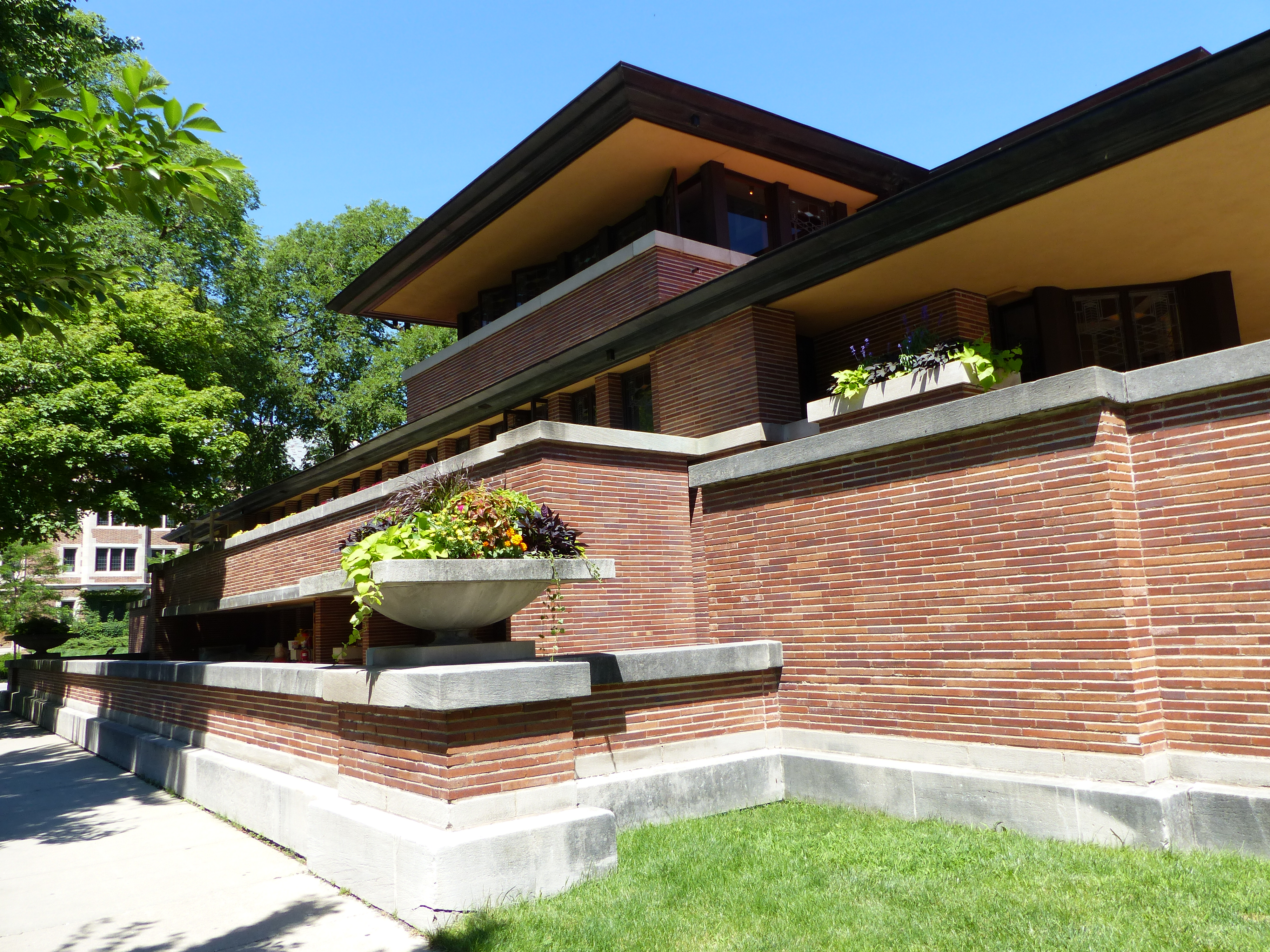
Vue de son angle sud-est.